# Моряцкая церковь Детройта
Моряцкая церковь Детройта (англ. Mariners’ Church of Detroit) — церковь в Детройте (США). Церковь следует англиканскому обряду, но не входит в состав англиканской Епископальной церкви и называет себя Свободной и независимой (англ. Free and Independent).
Миссия для окормления моряков, путешествующих по Великим озёрам, была основана в 1842 году. Нынешнее каменное неоготическое здание церкви было построено в 1849 году.
До отмены рабства в США церковь была станцией подпольной железной дороги.
В 1955 году здание церкви было перемещено на расстояние в 270 метров, чтобы освободить место для строительства нового общественного здания. В 1971 году церковь была включена в Национальный реестр исторических мест США.
Церковь упоминается в песне «The Wreck of the Edmund Fitzgerald» Гордона Лайтфута: «In a musty old hall in Detroit, they prayed in the Maritime Sailors' Cathedral (хотя в действительности церковь не имеет статуса кафедрального собора). The church bell chimed 'til it rang 29 times for each man on the Edmund Fitzgerald», поскольку в этой церкви проводилась поминальная служба по экипажу погибшего судна. С тех пор поминальные службы по экипажу Edmund Fitzgerald проводятся ежегодно. 2 мая 2023 года во время поминальной службы церковный колокол пробил 30 раз: 29 ударов в честь экипажа и 1 удар в честь Гордона Лайтфута, скончавшегося днём ранее.